# فصل تمرین
«فصل تمرین» (انگلیسی: Training Season) ترانه‌ای از خواننده انگلیسی و آلبانیایی دوآ لیپا است. این ترانه در ۱۵ فوریه ۲۰۲۴ به عنوان دومین تک‌آهنگ از سومین آلبوم استودیویی لیپا، خوش‌بینی افراطی منتشر شد. لیپا این ترانه را در شصت و ششمین مراسم جوایز گرمی اجرا کرد. فصل تمرین در تاپ ۱۰ جدول کشورهای مختلف از جمله جایگاه شماره ۴ در بریتانیا قرار گرفت.

## موزیک ویدئو
وینسنت هیکوک کارگردانی موزیک ویدئوی فصل تمرین را برعهده داشت که همراه با آهنگ منتشر شد.

## اجرای زنده

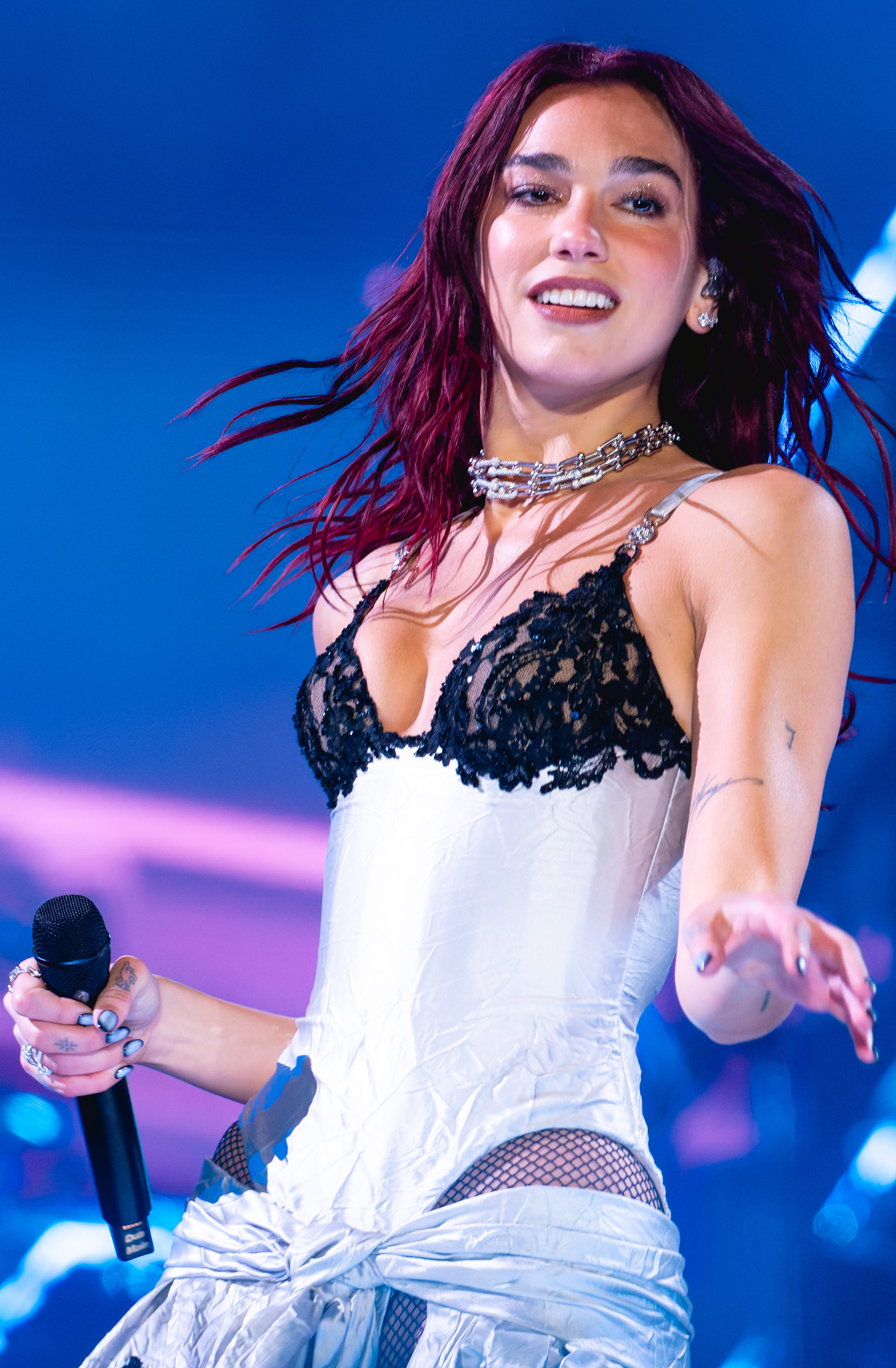
اجرای زنده در فصل تمرین

لیپا فصل تمرین را برای نخستین بار در شصت و ششمین مراسم جوایز گرمی در ۴ فوریه ۲۰۲۴، پیش از انتشار رسمی ترانه، به صورت زنده اجرا کرد. در ۲ مارس ۲۰۲۴، او مراسم جوایز بریت را با اجرای این ترانه افتتاح کرد.